# Parque Gülhane
 Coordenadas : formato inválido

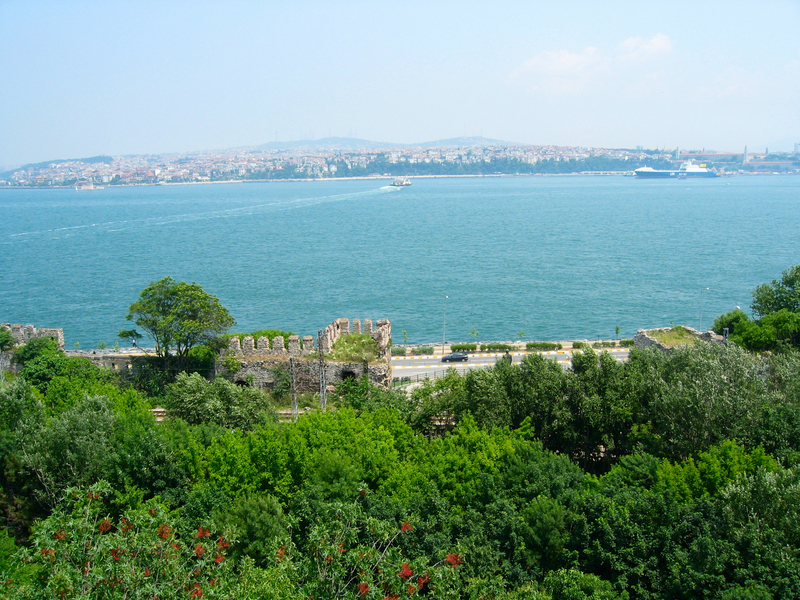
Vista desde o Palácio de Topkapı do Parque Gülhane e da confluência do Bósforo e do mar de Mármara; ao fundo: Üsküdar e Kadıköy, no lado asiático

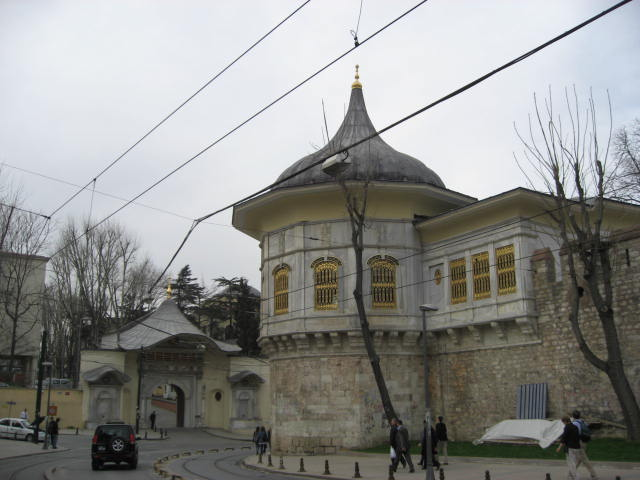
O Alay Köşkü (Quiosque ou Pavilhão da Procissão), um edifício de recreio do sultão, parte do Parque Gülhane, visto do exterior; à esquerda é visível a Sublime Porta, um dos símbolos do poder otomano.

O Parque Gülhane (em turco: Gülhane Parkı; "Parque da Casa da Rosa"; do persa Gulkhana; "Casa das Flores") é um parque urbano histórico de Istambul, Turquia, situado no antigo distrito de Eminönü, atualmente parte do distrito de Fatih. O parque é adjacente ao Palácio de Topkapı — o portão sul do parque, o qual dá também acesso aos Museus Arqueológicos de Istambul, é uma das entradas mais largas do recinto do palácio. É o mais antigo e um dos maiores parques urbanos de Istambul.
O monumento romano mais antigo de Istambul, a Coluna dos Godos, encontra-se no Parque Gülhane.

## História
O Parque Gülhane foi outrora parte dos jardins exteriores do Palácio de Topkapı e era basicamente um bosque. Uma secção do jardim exterior foi planeado como um parque pela municipalidade e abriu ao público em 1912. O parque tinha áreas de recreio, cafés, parques infantis e de diversões, etc. Mais tarde foi criado um pequeno jardim zoológico. A primeira estátua de Atatürk na Turquia, obra de Heinrich Krippel, foi erigida em Gülhane em 1926.
O parque sofreu grandes renovações em anos recentes. O zoo, o parque de diversões e as zonas de piquenique foram removidas, aumentando o espaço aberto. Os caminhos de passeio foram arranjados e o grande lago foi renovado num estilo moderno. Com as estruturas de cimento removidas, o parque recuperou a paisagem natural dos anos  1950, revelando árvores datadas do século XIX.
O Museu da História e Ciência no Islão está localizado nos antigos estábulos do Palácio de Topkapı, na parte mais ocidental do parque. Foi aberto em maio de 2008 pelo primeiro-ministro turco Recep Tayyip Erdoğan. O museu apresenta 140 réplicas de invenções do século VIII ao século XVI, de áreas como astronomia, geografia, química, topografia, ótica, medicina, arquitetura, física e armamento. Quando foi inaugurado havia planos para a coleção ser expandida para 800 peças.

## Projetos futuros
Está previsto que os antigos quartéis que se encontram na área de Gülhane sejam convertidos num centro cultural, o qual terá uma biblioteca e uma sala de exposições e uma oficina de artesanato e de kilim (tapetes).